# Struttura dissipativa

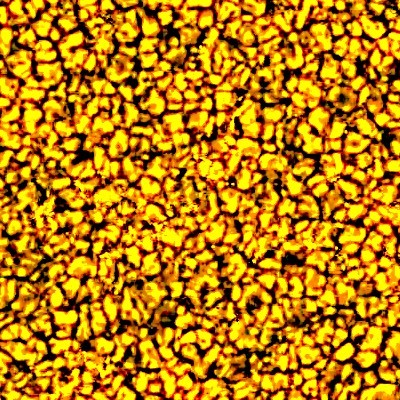
Struttura granulare della superficie solare in una fotografia a colori modificati

Per struttura dissipativa (o sistema dissipativo) si intende un sistema termodinamicamente aperto che lavora in uno stato lontano dall'equilibrio termodinamico scambiando con l'ambiente energia, materia e/o entropia. I sistemi dissipativi sono caratterizzati dalla formazione spontanea di anisotropia, ossia di strutture ordinate e complesse, a volte caotiche. Questi sistemi, quando attraversati da flussi crescenti di energia, materia e informazione, possono anche evolvere e, passando attraverso fasi di instabilità, aumentare la complessità della propria struttura (ovvero l'ordine) diminuendo la propria entropia (neghentropia).
Il termine "struttura dissipativa" fu coniato dal premio Nobel per la chimica Ilya Prigogine alla fine degli anni '60. Il merito di Prigogine fu quello di portare l'attenzione degli scienziati verso il legame tra ordine e dissipazione di entropia, discostando lo sguardo dalle situazioni statiche e di equilibrio, generalmente studiate fino ad allora, e contribuendo in maniera fondamentale alla nascita di quella che oggi viene chiamata epistemologia della complessità.
In natura i sistemi termodinamicamente chiusi sono solo un'astrazione o casi particolari, mentre la regola è quella di sistemi termodinamicamente aperti, che scambiano energia, materia e informazione con i sistemi in relazione e, grazie a questo scambio, possono trovarsi in evoluzione.
Fra gli esempi di strutture dissipative si possono includere i cicloni, la reazione chimica di Belousov-Zhabotinskyi, i laser, e - su scala più estesa e complessa - gli ecosistemi e le forme di vita.
Un esempio molto studiato di struttura dissipativa è costituito dalla cosiddette celle di Bénard, strutture che si formano in uno strato sottile di un liquido quando da uno stato di riposo ed equilibrio termodinamico viene riscaldato dal basso con un flusso costante di calore. Raggiunta una soglia critica di temperatura, alla conduzione del calore subentrano dei moti convettivi di molecole che si muovono coerentemente formando delle strutture a celle esagonali (ad “alveare”). Con le parole di Prigogine: